# Die Schmuggler von Rajgrod
Die Schmuggler von Rajgrod ist ein deutscher Spielfilm der DEFA von Konrad Petzold aus dem Jahr 1980 nach der gleichnamigen Erzählung von Günter Karl aus dem Jahr 1979.

## Handlung
Am Rande der Masurischen Seenplatte befinden sich zwei kleine Städte. Auf der preußischen Seite ist der Ort Lyck und auf der polnischen Seite ist das, seit langer Zeit von Russland annektierte, Raigrod zu finden. Zwischen beiden Städtchen gibt es einen See, auf dem sich die Grenze zwischen dem Deutschen Kaiserreich und dem Russischen Zarenreich befindet. Hier beginnt im Frühjahr 1903 die Geschichte dieses Films, als Martin Anskath mit seiner Freundin Line Dreßler durch Lyck spazieren geht und Martin ihr die Tischlerwerkstatt des Meister Batuttis zeigt, wo er einst seine Lehre absolvierte und die er jetzt zu kaufen beabsichtigt. Das erforderliche Geld verdient er mit seinem Boot, mit dem er die verschiedensten Sachen und Personen über die Grenze schmuggelt, weil das sicherer als auf dem Landweg ist.
Eines Tages fährt Martin mit dem Zug auf die russische Seite nach Rajgrod zur Hochzeit seines Halbbruders Jan Anskath mit Anna Dreßler, der Schwester seiner Freundin Line. Obwohl er verspätet eintrifft, wird er herzlich empfangen, besonders von Line. Ihr schenkt er einen goldenen Ring, was als ein Zeichen der Verlobung zu deuten ist. Als ihr Vater Waldemar Dreßler das mitbekommt, ist dieser sehr erbost, da er seine Tochter nicht dem Rumtreiber geben will. Er weiß noch nicht, dass Martin in einem Jahr mit seinen Schmuggeltouren aufzuhören beabsichtigt, wenn er genug Geld verdient hat, um die Tischlerei bezahlen zu können. Martin fährt wütend wieder über die Grenze nach Hause.
Am Marktplatz von Lyck befindet sich eine Niederlassung des Norddeutschen Lloyd, die von Herrn Schwemmin geleitet wird. Dieser Vorsteher des Büros besticht Polizeibeamte, die ankommende Flüchtlinge in sein Büro verfrachten, damit er ihnen dort Fahrkarten für eine Schiffsüberfahrt nach Amerika verkaufen kann, obwohl das nicht ihr Ziel ist. Nach einem Gespräch mit Martin Anskath will Schwemmin erreichen, dass dieser die von ihm über die Grenze gebrachten Flüchtlinge auch in sein Büro bringt, natürlich gegen eine angemessene Bezahlung. Bereits den nächsten Flüchtling, ein Pfarrer, der Bibeln in lettischer Schrift besessen hatte, was in Russland verboten ist, brachte Martin zum Norddeutschen Lloyd. Die nächste Gruppe die nach Deutschland will, sind drei Anarchisten, die in Wilna den Polizeichef umbringen wollten. Obwohl auf das Boot geschossen wird, schafft es Martin, sie bei Schwemmin abzuliefern. Doch da die Anarchisten kein Geld für die Überfahrt nach Amerika haben, liefert der sie an die deutsche Polizei aus.
Beim Schuhmachermeister Waldemar Dreßler in Lyck trifft Josef Rosenfeld aus Berlin ein, der hier einen russischen Genossen abholen soll, der an einem Parteitag der russischen Sozialdemokraten teilnehmen soll. Der triff zur gleichen Zeit in der Mühle von Jan Anskath in Rajgrod ein, von wo aus er über die Grenze gebracht werden soll. Line Dreßler bringt mit der Bahn einen Koffer mit Exemplaren der revolutionären Zeitung Iskra über die Grenze und muss dabei zusehen, wie die drei Anarchisten durch die preußische Polizei wieder zurück nach Russland abgeschoben werden. Anna und Jan fahren zum Bahnhof, um Line abzuholen und beobachten die Übergabe der Anarchisten an die russischen Dragoner. Zwei von ihnen werden sofort getötet, während einer von ihnen fliehen kann. Sie fahren zurück in die Mühle, wo auch Martin eintrifft, der hier von Jan erfährt, dass an der Grenze zwei Leute erschlagen wurden. Jan erkennt, dass es sich um die von ihm über die Grenze gebrachten Anarchisten handelt und will Schwemmin umbringen, wovon er aber durch die Polizei mit Gewalt abgehalten wird.
Durch die Vorkommnisse an der Grenze, dazu gehören der politische Menschenschmuggel und gefundene Exemplare der Iskra, wird die Polizei alarmiert und schreitet im großen Maßstab ein. Waldemar Dreßler wird ebenso wie der Lehrer Prill und der Lokomotivführer Grigoleit verhaftet. Auf der russischen Seite besetzen die Dragoner die Mühle von Jan Anskath, wo sich noch der Delegierte versteckt hält. Martin befindet sich auf dem Weg dorthin, um ihn über die Grenze zu bringen, während der geflohene Anarchist ihm heimlich folgt. In der Mühle beginnt der Anarchist einen Kampf gegen die Dragoner, bei dem er mehrere von ihnen tötet, bis er selbst von einer Kugel getroffen wird. In dem Durcheinander gelingt es Jan und Martin den Delegierten aus seinem Versteck zu holen und mit ihm nach Preußen zu fliehen. Erst nach 15 Jahren können die beiden Halbbrüder wieder nach Rajgrod zurückkommen, beide reifer geworden im Kampf gegen Kaiser, Zar und Krieg. Die Grenze gibt es immer noch, jedoch hat in Russland inzwischen die Revolution gesiegt.

## Produktion und Veröffentlichung
Die Schmuggler von Rajgrod wurde von der Künstlerischen Arbeitsgruppe „Roter Kreis“ auf ORWO-Color gedreht und hatte am 18. April 1980 im Berliner Kino Colosseum Premiere. Vom 1. Programm des Fernsehens der DDR wurde der Film das erste Mal am 28. Dezember 1981 gesendet.

## Synchronisation
| Rolle            | Darsteller       | Synchronsprecher  |
| ---------------- | ---------------- | ----------------- |
| Waldemar Dreßler | Leon Niemczyk:   | Eberhard Mellies  |
| Line Dreßler     | Lenka Pichlíková | Margrit Manz      |
| Mutter Anskath   | Irene Kownas     | Marianne Wünscher |
| Jan Anskath      | Petr Skarke      | Christoph Lau     |
| Delegierter      | Andrzej Reiter   | Dieter Knust      |

## Kritik
Im Neuen Deutschland schrieb K. J. Wendlandt: 

„Ein gutes Drehbuch hat der Autor aus seiner epischen Vorlage allerdings nicht zu machen vermocht. Zu weitschweifig und umständlich ist die Geschichte angelegt. Eine Menge verwirrende Details, und wenig schlüssig entwickelte Situationen erschweren Zugang und Verständnis. Da kann wirkliche Spannung oder innere Beteiligung am Geschehen nur schwer aufkommen. Die Hauptpersonen halben stellenweise dürftige, vordergründige Dialoge zu sprechen.“

Im Lexikon des internationalen Films steht: 

„Historischer Abenteuerfilm, zwar um Authentizität bemüht, aber oberflächlich in der politischen Aussage, unsicher in der Führung der Figuren und niveaulos in der Umsetzung.“